# Magnus Hellberg
Magnus Hellberg (ur. 4 kwietnia 1991 w Uppsali) – szwedzki hokeista, reprezentant Szwecji, dwukrotny olimpijczyk.

## Kariera
- Arlanda J18 (2007–2009)
- Arlanda HC J20 (2007/2008)
- Wings HC Arlanda (2008/2009)
- Almtuna IS (2010–2011)
- Vallentuna BK (2009/2010)
- IFK Kumla (2010/2011)
- IFK Munkfors (2008/2009)
- Frölunda HC J20 (2011/2012)
- Frölunda HC (2011–2012)
- Örebro HK (2012)
- Milwaukee Admirals (2012-2015)
- Cincinnati Cyclones (2012-2014)
- Nashville Predators (2013)
- Hartford Wolf Pack (2015-2017)
- New York Rangers (2015, 2017)
- Kunlun Red Star (2017-2018)
- SKA Sankt Petersburg (2018-2021)
- HK Soczi (2021-)
- Detroit Red Wings (2022)
- Seattle Kraken (2022)
- Detroit Red Wings (2022-)
  -  Grand Rapids Griffins (2022-)

Wychowanek klubu Almtuna IS w rodzinnej Uppsali. W Szwecji do 2012 występował w ligach Division 1, Allsvenskan i Elitserien. W NHL Entry Draft 2011 został wybrany przez Nashville Predators z numerem 38 (przekazany z New Jersey Devils). W czerwcu 2012 podpisał kontrakt wstępujący z tym klubem. Od 2012 do 2017 przez pięć sezonów grał w Ameryce Północnej w rozgrywkach AHL, ECHL, NHL. W tym czasie w połowie 2015 został przetransferowany do 	New York Rangers, gdzie podpisał dwuletnią umowę. W maju 2017 został zawodnikiem chińskiego klubu Kunlun Red Star, występującego w rosyjskich rozgrywkach KHL. Tam w styczniu 2018 przedłużył umowę o rok. W maju 2018 został zawodnikiem SKA Sankt Petersburg. W lutym 2019 prolongował tam kontrakt o trzy lata. W czerwcu 2021 przeszedł do HK Soczi. W kwietniu 2022 zsotał zawodnikiem Detroit Red Wings (zagrał jeden mecz), a w lipcu 2022 przeszedł do Seattle Kraken. W listopadzie 2022 zaangażowany przez Detroit Red Wings.
W barwach reprezentacji Szwecji uczestniczył w turniejach mistrzostw świata edycji 2018, 2022 oraz zimowych igrzysk olimpijskich 2018 (nie rozegrał meczu), 2022.

## Sukcesy
Reprezentacyjne
- Złoty medal mistrzostw świata: 2018

Klubowe
- Puchar Otwarcia: 2018 ze SKA Sankt Petersburg
- Brązowy medal mistrzostw Rosji: 2019 ze SKA Sankt Petersburg
- Srebrny medal mistrzostw Rosji: 2020 ze SKA Sankt Petersburg

Indywidualne
- J20 Super Elit Wschód i całościowo (2009/2010):
  - Pierwsze miejsce w klasyfikacji średniej goli straconych na mecz w sezonie zasadniczym: 1,97
  - Pierwsze miejsce w klasyfikacji skuteczności interwencji w sezonie zasadniczym: 92,9%
- AHL (2012/2013): najlepszy bramkarz miesiąca – luty 2013
- AHL (2014/2015): Mecz Gwiazd AHL
- KHL (2017/2018): Mecz Gwiazd KHL
- KHL (2018/2019):
  - Mecz Gwiazd KHL
  - Czwarte miejsce w klasyfikacji średniej goli straconych na mecz w sezonie zasadniczym: 1,32
  - Czwarte miejsce w klasyfikacji skuteczności interwencji w sezonie zasadniczym: 94,0%
  - Piąte miejsce w klasyfikacji meczów bez straty gola w sezonie zasadniczym: 8
  - Trzecie miejsce w klasyfikacji średniej goli straconych na mecz w fazie play-off: 1,68
- KHL (2019/2020):
  - Piąte miejsce w klasyfikacji średniej goli straconych na mecz w sezonie zasadniczym: 1,70
- KHL (2020/2021):
  - Piąte miejsce w klasyfikacji skuteczności interwencji w sezonie zasadniczym: 93,0%
  - Czwarte miejsce w klasyfikacji średniej goli straconych na mecz w sezonie zasadniczym: 1,89
  - Najlepszy bramkarz etapu - półfinały konferencji[12]
  - Czwarte miejsce w klasyfikacji średniej goli straconych na mecz w fazie play-off: 1,32
  - Piąte miejsce w klasyfikacji liczby meczów bez straty gola w fazie play-off: 2
- KHL (2021/2022):
  - Czwarte miejsce w klasyfikacji meczów bez straty gola w sezonie zasadniczym: 5
- Mistrzostwa Świata w Hokeju na Lodzie 2022 (elita):
  - Trzecie miejsce w klasyfikacji średniej goli straconych na mecz w turnieju: 1,47
  - Trzecie miejsce w klasyfikacji skuteczności interwencji w turnieju: 93,18%[13]